# Jacques Servier
Jacques Servier (Vatan, 9 de febrero de 1922 – Neuilly-sur-Seine, 16 de abril de 2014) fue un doctor y empresario francés. Fue presidente de la empresa farmacéutica Laboratoires Servier.
En 1954, fundó el grupo farmacéutico Servier y tenía una fortuna estimada de 7 millones de dólares.
El grupo dirigido por él, Servier, había sido condenado varias veces a pagar daños y perjuicios para Mediator, nombre comercial de benfluorex. También hubo una demanda colectiva para Isoméride, nombre comercial de dexfenfluramine. También hay discusiones activas y ensayos en torno a benfluorex.

## Condecoraciones
- Legión de Honor
  - Caballero (1976)
  - Oficial (1 de diciembre de 1987; por el Ministros de Asuntos Sociales y Empleo Philippe Séguin)
  - Comendador (31 de diciembre de 1992; por el ministro de Asuntos Exteriores Dominique Strauss-Kahn)
  - Gran Oficial (25 de marzo de 2002; por el presidente Jacques Chirac)
  - Gran Cruz (31 de diciembre de 2008; por el presidente Nicolas Sarkozy)[5]
- Orden Nacional del Mérito
  - Oficial (1981)
  - Comendador (21 de mayo de 1985; por el presidente François Mitterrand)
- Orden de las Palmas Académicas
  - Caballero (1980)
  - Oficial (1996)